# Är nå'n syndig lusta till
Är nå'n syndig lusta till är en psalmtext med nio 8-radiga verser. Någon författare anges inte i Sions Sånger.
Psalmen ska sjungas till samma melodi som Den som frisker är.

## Publicerad i
- Sions Sånger 1810 som nr 16 under rubriken Synda-Eländets Kännedom.